# Ratpenat de Califòrnia
El ratpenat de Califòrnia (Myotis californicus) és una espècie de ratpenat de la família dels vespertiliònids. Viu a Guatemala, Mèxic, els Estats Units i el Canadà. Té una gran varietat d'hàbitats naturals, incloent-hi zones desèrtiques semiàrides, herbassars àrids, boscos costaners humits i boscos montans. No hi ha cap amenaça significativa per a la supervivència d'aquesta espècie.